# The Cleveland Show
The Cleveland Show és una sèrie d'animació per a televisió creada per Seth MacFarlane per a la Fox Broadcasting Company. És una sèrie derivada de la més reeixida de MacFarlane, Family Guy, i és protagonitzada per Cleveland Brown. La sèrie, que compta amb quatre temporades, fou cancel·lada l'any 2013.